# さくら日和
『さくら日和』（さくらびより）は、1999年5月21日にメイビーソフトより発売された18禁ゲームである。

## 概要
- 主人公はアパートに住みながら4月から翌年3月までの間に様々な女性と出会い、春を迎える。長期・短期のバイト、予備校での講義、自室での勉強、休暇のこれらを上手く組み合わせて1週間のスケジュールをたて、それを毎週行う。
- 生活シミュレーションパートと淫乱アドベンチャーパートに分かれている。
- 同社のゲームには珍しくゲームオーバーの要素がある。主人公には学力、体力、所持金、男の魅力という4つのパラメーターがあり、学力が一定以下だと毎月最終木曜に行われる学校の試験で最下位になり、それが2か月連続するとゲームオーバー。またアパートに住んでいるので家賃が発生するため、家賃を2か月滞納してもゲームオーバーになる。
- 攻略対象には頭脳派と体力派があり、自身のパラメーターを調節しながら攻略する。攻略対象にも恋愛度、やりたい度のパラメーターがあり、日常会話やイベントでそれらが変化する。

## あらすじ
浪人生の水島丈二が引っ越してきたアパート「さくらハイツ」。家賃が格安なのと大家が美人女性であったことからそこを選んだ。入居当日、アパートへ行くと、庭の物干し竿には大量の女性用下着が干してあった。今、ここは女性しかおらず俺が久しぶりの男性入居者だという。そして俺は女だらけのアパートで生活することとなった。

## 登場キャラクター
水島 丈二（みずしま じょうじ）
主人公。つい先日受験した大学に落ちた浪人生。次こそは合格すると実家を出てアパート「さくらハイツ」に引っ越してきた。一人称は俺。
大家 さくら（おおや -）
丈二が引っ越してきたアパート「さくらハイツ」の大家。美人でお淑やかそうな人物。
菅野 恵（かんの めぐみ）
ボーイッシュな女子学生。
高見 葉子（たかみ ようこ）
ソープ嬢。幼い息子がいる。
高岡 みなみ（たかおか -）
レズビアン。だが真正とまではいえない。眼鏡をかけている。
斉藤 奈緒（さいとう なお）
成人向け漫画家を目指している女性。そのため今はフリーターをしている。
吉田 雛子（よしだ ひなこ）
女子プロレスラーを目指している。その傍らトレーニングも兼ねて工事現場で働いているためもあって筋肉質な体つきをしている。
千田 由佳里（ちだ ゆかり）
みなみのレズ相手。由佳里も真正のレズビアンとはいえない。

## スタッフ
- シナリオ：若狭将仁
- 原画：まめ、川崎恵
- 音楽：KIRIKO/HIKO sound